# Divisiones Regionales de la Región de Murcia 1992-93
Las divisiones regionales de fútbol son las categorías de competición futbolística de más bajo nivel en España, en las que participan deportistas aficionados, no profesionales. En la Región de Murcia su administración corre a cargo de las Real Federación de Fútbol de la Región de Murcia. Inmediatamente por encima de estas categorías estaba la Tercera División española.
En la temporada 1992-1993 las divisiones regionales se dividen en Regional Preferente, Primera Regional y Segunda Regional. Los tres primeros clasificados de Regional Preferente ascendieron directamente al grupo XIII de Tercera División.

## Regional Preferente

### Clasificación
|  |     | Equipos de fútbol    | PJ | G  | E  | P  | GF | GC | Dif | Pts |
|  | --- | -------------------- | -- | -- | -- | -- | -- | -- | --- | --- |
|  | 1.  | Atlético Murcia      | 36 | 22 | 8  | 6  | 60 | 33 | +27 | 52  |
|  | 2.  | CD Bala Azul         | 36 | 20 | 11 | 5  | 49 | 19 | +30 | 51  |
|  | 3.  | AD Las Palas         | 36 | 22 | 6  | 8  | 81 | 27 | +54 | 50  |
|  | 4.  | CD Alberca           | 36 | 20 | 10 | 6  | 74 | 31 | +43 | 50  |
|  | 5.  | Olímpico de Totana   | 36 | 21 | 8  | 7  | 66 | 34 | +32 | 50  |
|  | 6.  | Sangonera Atlético   | 36 | 19 | 10 | 7  | 65 | 29 | +36 | 48  |
|  | 7.  | AD Sangonera la Seca | 36 | 18 | 9  | 9  | 57 | 37 | +20 | 45  |
|  | 8.  | La Unión Athlétic    | 36 | 13 | 15 | 8  | 43 | 36 | +7  | 41  |
|  | 9.  | Mazarrón CF          | 36 | 14 | 11 | 11 | 43 | 42 | +1  | 39  |
|  | 10. | Huracán CF           | 36 | 13 | 11 | 12 | 48 | 45 | +3  | 37  |
|  | 11. | CD Los Garres        | 36 | 12 | 11 | 13 | 41 | 42 | -1  | 35  |
|  | 12. | Barinas CF           | 36 | 10 | 10 | 16 | 33 | 53 | -20 | 30  |
|  | 13. | CD Algar             | 36 | 11 | 5  | 20 | 46 | 76 | -30 | 27  |
|  | 14. | CD Balsicas          | 36 | 12 | 4  | 20 | 41 | 66 | -25 | 26  |
|  | 15. | Deportiva Minera     | 36 | 9  | 6  | 21 | 49 | 67 | -18 | 24  |
|  | 16. | Nueva Vanguardia CF  | 36 | 8  | 8  | 20 | 27 | 53 | -26 | 24  |
|  | 17. | AD Pliego            | 36 | 8  | 5  | 23 | 36 | 88 | -52 | 21  |
|  | 18. | AD Fortuna           | 36 | 5  | 9  | 22 | 25 | 71 | -46 | 19  |
|  | 19. | Archena CF           | 21 | 4  | 5  | 12 | 13 | 48 | -35 | 13  |
|  | 20. | AD Los Alcázares     | 0  | 0  | 0  | 0  | 0  | 0  | 0   | 0   |

Pts = Puntos; PJ = Partidos Jugados; G = Partidos Ganados; E = Partidos Empatados; P = Partidos Perdidos; GF = Goles Anotados; GC = Goles Recibidos
|  | Asciende a Tercera División  |
|  | Desciende a Primera Regional |

## Primera Regional

### Clasificación
|  |     | Equipos de fútbol     | PJ | G  | E  | P  | GF | GC | Dif | Pts |
|  | --- | --------------------- | -- | -- | -- | -- | -- | -- | --- | --- |
|  | 1.  | CF Cutillas Fortuna   | 30 | 21 | 4  | 5  | 67 | 22 | +45 | 46  |
|  | 2.  | Algezares CF          | 30 | 20 | 5  | 5  | 66 | 26 | +40 | 45  |
|  | 3.  | Águilas CF Promesas   | 30 | 18 | 6  | 6  | 72 | 29 | +43 | 42  |
|  | 4.  | UD Lorca              | 30 | 16 | 7  | 7  | 59 | 35 | +24 | 39  |
|  | 5.  | CD Dolores de Pacheco | 30 | 16 | 4  | 10 | 68 | 42 | +26 | 36  |
|  | 6.  | CD Bullense           | 30 | 12 | 10 | 8  | 75 | 52 | +23 | 34  |
|  | 7.  | CD Lumbreras          | 30 | 15 | 6  | 9  | 58 | 48 | +10 | 34  |
|  | 8.  | Campos del Río CD     | 30 | 13 | 7  | 10 | 69 | 57 | +12 | 31  |
|  | 9.  | Blanca CF             | 30 | 12 | 6  | 12 | 57 | 48 | +9  | 30  |
|  | 10. | La Hoya CF            | 30 | 9  | 9  | 12 | 44 | 44 | 0   | 27  |
|  | 11. | CD El Esparragal      | 30 | 8  | 10 | 12 | 43 | 53 | -10 | 26  |
|  | 12. | Calasparra CF         | 30 | 10 | 4  | 16 | 45 | 70 | -25 | 24  |
|  | 13. | Fuente Álamo CF       | 30 | 9  | 7  | 14 | 51 | 49 | +2  | 23  |
|  | 14. | Atlético Alhameño     | 30 | 5  | 5  | 20 | 46 | 98 | -52 | 13  |
|  | 15. | CD Plus Ultra         | 30 | 4  | 5  | 21 | 42 | 99 | -57 | 13  |
|  | 16. | CD Corvera            | 30 | 1  | 7  | 22 | 32 | 99 | -67 | 7   |

Pts = Puntos; PJ = Partidos Jugados; G = Partidos Ganados; E = Partidos Empatados; P = Partidos Perdidos; GF = Goles Anotados; GC = Goles Recibidos
|  | Asciende a Regional Preferente |

## Segunda Regional

### Clasificación
|  |     | Equipos de fútbol           | PJ | G  | E  | P  | GF  | GC  | Dif | Pts |
|  | --- | --------------------------- | -- | -- | -- | -- | --- | --- | --- | --- |
|  | 1.  | CD El Raal                  | 36 | 27 | 6  | 3  | 121 | 42  | +79 | 60  |
|  | 2.  | AD Albujón                  | 36 | 26 | 5  | 5  | 84  | 39  | +45 | 57  |
|  | 3.  | Yecla Promesas              | 36 | 23 | 6  | 7  | 97  | 38  | +59 | 52  |
|  | 4.  | EDM Totana                  | 36 | 23 | 4  | 9  | 112 | 54  | +58 | 50  |
|  | 5.  | Sangonera Atlético Promesas | 36 | 22 | 3  | 11 | 79  | 40  | +39 | 47  |
|  | 6.  | Naval Deportivo             | 36 | 19 | 8  | 9  | 93  | 51  | +42 | 46  |
|  | 7.  | Moratalla CF                | 36 | 20 | 5  | 11 | 90  | 64  | +26 | 45  |
|  | 8.  | SD Los Martínez             | 36 | 17 | 5  | 14 | 66  | 60  | +6  | 39  |
|  | 9.  | San Javier Atlético         | 36 | 15 | 9  | 12 | 82  | 69  | +13 | 39  |
|  | 10. | CD Zeneta                   | 36 | 13 | 6  | 17 | 61  | 61  | 0   | 32  |
|  | 11. | AD Cehegín Atlético         | 36 | 13 | 4  | 19 | 57  | 80  | -23 | 30  |
|  | 12. | UD Cañada de Gallego        | 36 | 12 | 6  | 20 | 50  | 86  | -36 | 30  |
|  | 13. | Rincón de Seca              | 36 | 13 | 3  | 20 | 55  | 92  | -37 | 29  |
|  | 14. | CD Puebla de Soto           | 36 | 9  | 10 | 17 | 56  | 91  | -35 | 28  |
|  | 15. | Cobatillas CF               | 36 | 12 | 0  | 24 | 58  | 96  | -38 | 24  |
|  | 16. | CD Alquerías                | 36 | 4  | 8  | 24 | 35  | 82  | -47 | 16  |
|  | 17. | CD Levante                  | 36 | 5  | 5  | 26 | 45  | 133 | -88 | 13  |
|  | 18. | CF Albudeite                | 36 | 10 | 6  | 20 | 69  | 98  | -29 | 0   |
|  | 19. | La Paz                      | 36 | 7  | 5  | 24 | 41  | 75  | -34 | 6   |

Pts = Puntos; PJ = Partidos Jugados; G = Partidos Ganados; E = Partidos Empatados; P = Partidos Perdidos; GF = Goles Anotados; GC = Goles Recibidos
|  | Asciende a Primera Regional |